# Gotthardpas

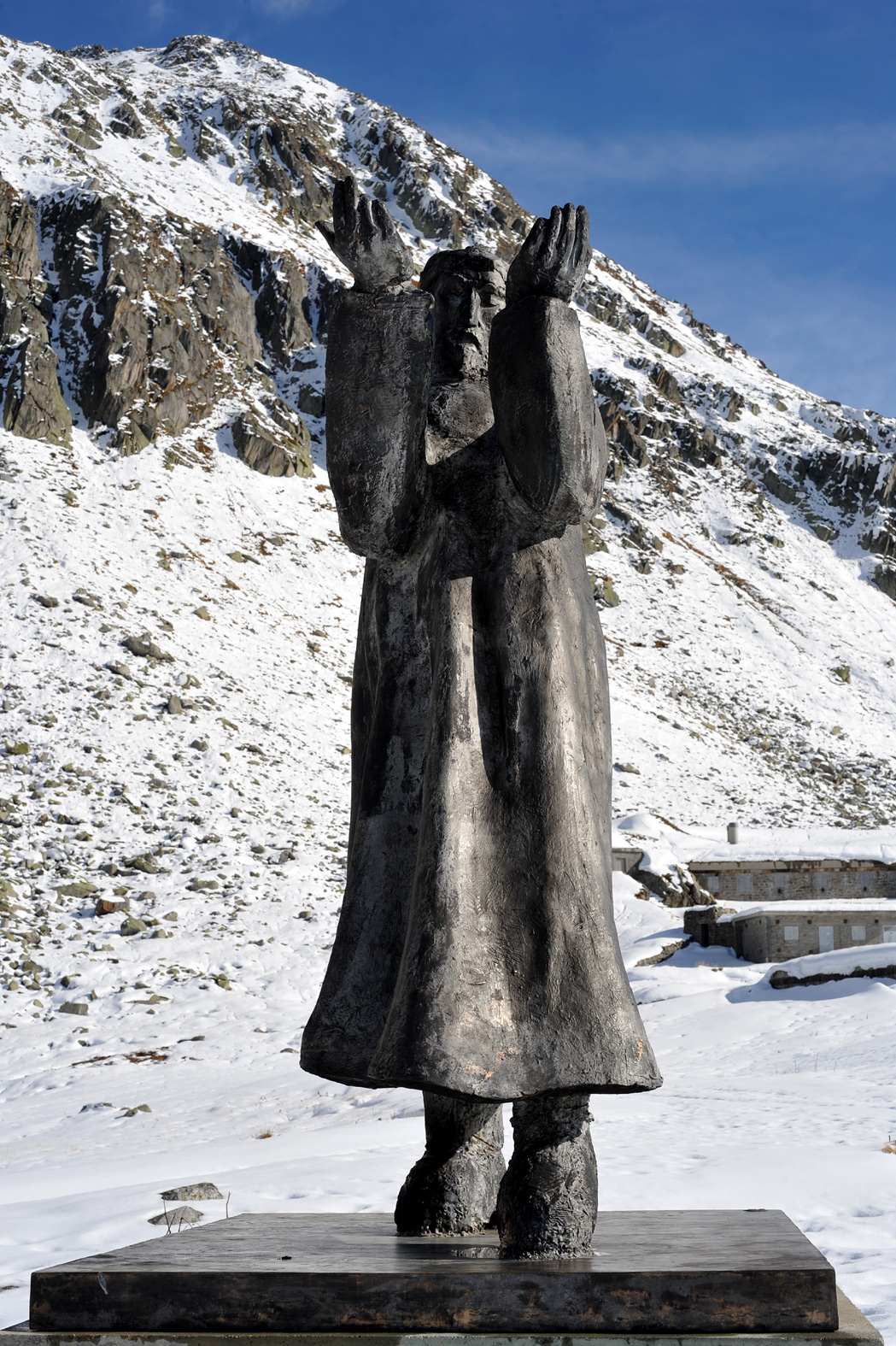
Beeldhouwwerk Il viandante van Pedro Pedrazzini

De Sint-Gotthard, of Gotthardpas (Duits: Sankt Gotthard-Pass, Italiaans: San Gottardo), was tot de aanleg van de Gotthardtunnel de belangrijkste doorgaande weg in de Zwitserse Alpen. Ook daarna bleef het een drukke noord-zuidverbinding (totdat er ook een tunnel kwam voor het wegverkeer: de Gotthard-wegtunnel).
De pas verbindt Andermatt in de Urseren-hoogvlakte in het kanton Uri met Airolo in het Valle Leventina (Leventinadal) in het kanton Ticino. De pas is gelegen in het gelijknamige Gotthardmassief en kruist de Lepontische Alpen. De naburige Simplonpas is ongeveer 100 meter lager. De Gotthardpas ligt op de hoofdkam van de Alpen en op de Europese waterscheiding, hier tussen Rijn en Po.
De pas is vernoemd naar de Godehardus van Hildesheim (heilige Gotthard) uit Beieren.

## Gotthardstrasse
De Gotthardstrasse (Gotthardweg) verbindt over zo'n 110 km de plaatsen Altdorf en Biasca terwijl de gelijknamige pas in Andermatt begint en in Airolo eindigt. Tussen 1819 en 1826 werd het eerste deeltraject gebouwd dat van Amsteg naar Göschenen loopt.
Met de bouw van de eigenlijke pasweg werd pas in 1826 begonnen. De weg werd voltooid in 1830. De oorspronkelijke pasweg aan de zuidzijde is door een gemakkelijker tracé vervangen.

### Via Tremola
De vroegere pasweg, met de naam Via Tremola, staat nog steeds open voor verkeer. Vooral met het oog op toerisme van automobilisten, motorrijders en niet in de laatste plaats ook wielrenners. Nabij de Via Tremola verbinden diverse wandelpaden Airolo met de pas. Tremola is de naam van het dal waar het traject doorheen loopt.

## Geschiedenis (pas, Gotthardstrasse en nieuwere "Gotthardverbindingen")
De geschiedenis van de Gotthardpas begint al in de middeleeuwen.
De Romeinen hebben hem waarschijnlijk niet gebruikt. Toen de Longobarden in het jaar 569 vanuit het zuiden oprukten om over de pas te komen, bouwden zij over de Reuss een in kettingen hangende brug. Ten tijde van Karel de Grote werd de pasweg voor lastdieren ingericht. De Langobardische brug in de Schöllenenkloof (Schöllenenschlucht), werd in 1198 vervangen door de veel zekerdere (oude) Teufelsbrücke. De hieruit ontstane toename van het verkeer over de pas leidde tot oprichting van het Zwitsers Eedgenootschap (voorloper van Zwitserland) in 1291.
Het oudste gebouw aan de pasweg is de kapel die rond de 11e eeuw door de Milanese aartsbisschop St. Galdinus gewijd zou zijn ter ere van de kort daarvoor heilig verklaarde Gotthard. In 1629 werd door Federico Borromeo een herberg op de pashoogte ingericht, die sinds 1683 door de Kapucijnen verzorgd wordt.
In 1707 werd de Urnerloch, een 64 meter lange tunnel, geboord. Daardoor werd de toegankelijkheid verbeterd. Toch bleef de weg nog altijd maar een 3 tot 4 meter breed trekpad voor lastdieren, verhard met grote stenen.

### Van lastdierpad tot basistunnel

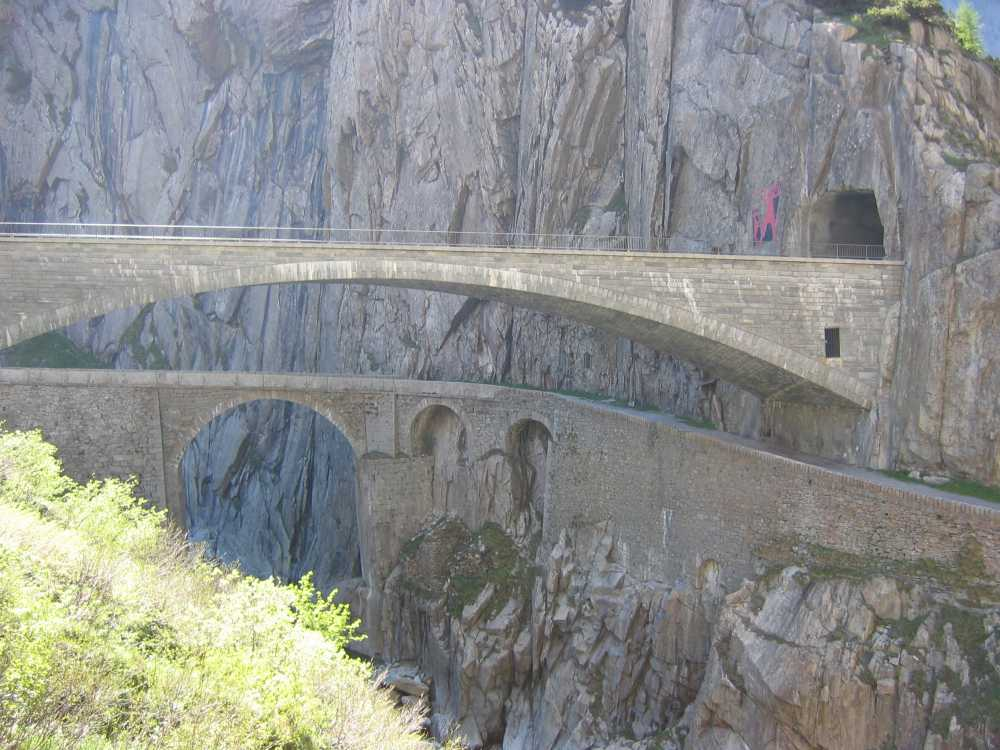
Moderne versie van de Duivelsbrug (1958), met een eerdere versie (1830) op de achtergrond

De Schöllenenkloof vormde aanvankelijk een onoverkoombare hindernis. De in 1198 gebouwde brug werd om die reden dan ook Duivelsbrug (Teufelsbrücke) genoemd. Het meesterwerk scheen de mensen een pact met de duivel toe.
Met de bouw van de Teufelsbrücke en de Twärrenbrücke in het bovenste deel van de Schöllenen was de deur naar het zuiden geopend. Al snel ontdekten de kooplieden dat de snelste route naar Italië over de Gotthard voerde en de bevolking van de pasweg wist hieruit weer voordeel te behalen. Zij richtten zogeheten Saumergenossenschaften op die het alleenrecht hadden om de goederen over de pas te transporteren over het lastdierpad (Saumpfad).

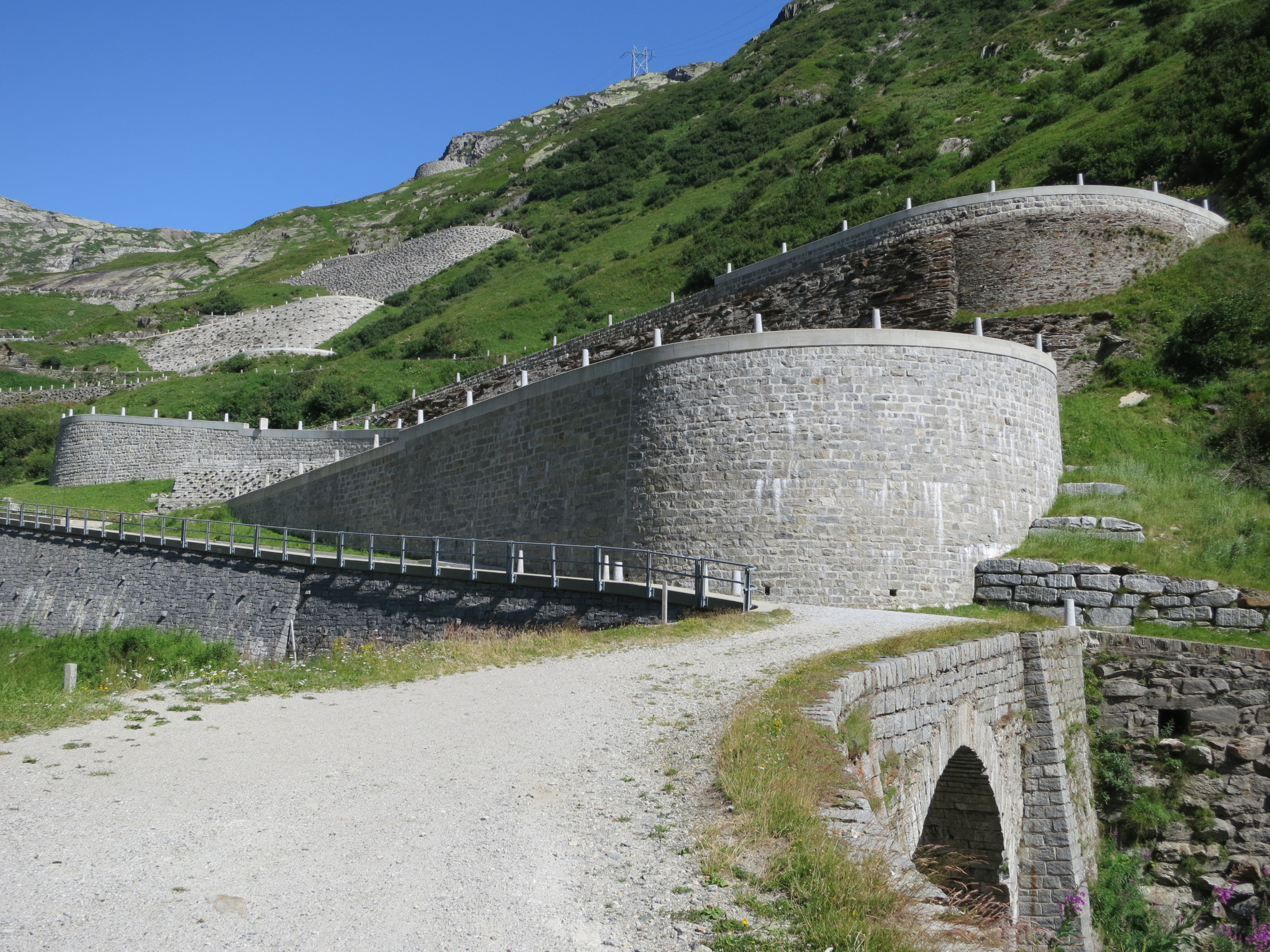
Oude weg naar de pas vanaf Airolo: Via Tremola

Een belangrijke opgave voor het kanton Uri was het onderhoud en de uitbouw van de weg. Voortdurend werd de weg verbeterd, terwijl vooral bruggen steeds moesten worden hersteld, onder meer als gevolg van schade door lawines. Vele eeuwen kon men slechts te voet over de pas. Pas nadat Uri tussen 1818 en 1836 de eerste rijweg had gebouwd, was de Gotthardpas ook per koets te berijden. Vanaf 1842 reed de legendarische postkoets met vijfspan over de pas.

#### Tunnels en modernisering pasweg
Na 40 jaar verdween deze verbinding weer. In mei 1882 werd na tien jaar bouwtijd de spoorwegtunnel door het Gotthardmassief geopend. In één klap keerde de rust op de pasweg weer terug. Maar niet voor lang, want kort na 1900 doken de eerste auto's op en begonnen deze de pas te veroveren. Duidelijk werd dat de voor het koetsenverkeer gebouwde weg niet langer geschikt was.
In de jaren dertig en veertig van de 20e eeuw werden enkele delen uitgebouwd en verbeterd. Vanaf begin jaren vijftig vonden grootschaliger werkzaamheden plaats. Allereerst werden de tunnel Urnerloch en de Duivelsbrug gemoderniseerd en in de jaren zestig en zeventig volgde de bouw van de nieuwe weg richting Airolo.
Ondertussen had de Zwitserse staat, gesteund door een wetsartikel dat op 6 juli 1958 met overgrote meerderheid was aangenomen door het Zwitserse volk, de bouw van de Nationalstrassen opgenomen. Er zou een autosnelweg van Bazel naar Luzern komen gevolgd door een weg aan de linkeroever langs het Vierwoudstrekenmeer. Maar de Gotthard was in het geplande netwerk van doorgaande wegen niet opgenomen. Daarom werd in maart 1960 door de Nationale Raad (een van de Zwitserse kamers) een motie ingediend voor een gegarandeerde verbinding door het massief in de winter.
Het uiteindelijke resultaat was in 1970 het begin van het bouwen van de Gotthard-wegtunnel, die in 1980 werd opengesteld als onderdeel van verbinding A2. Al vanaf 1947 werd een volgende noord-zuidtunnelverbinding door het Gotthardmassief besproken, namelijk een basisspoorwegtunnel.
Politieke maar vooral technische belemmeringen, maakte dat de bouw daarvan uiteindelijk pas in 1999 zou beginnen. Maar anno 2017 is ook de nieuwste Gotthardverbinding als Gotthard-basistunnel in gebruik.

### Chronologisch overzicht van de pasweg

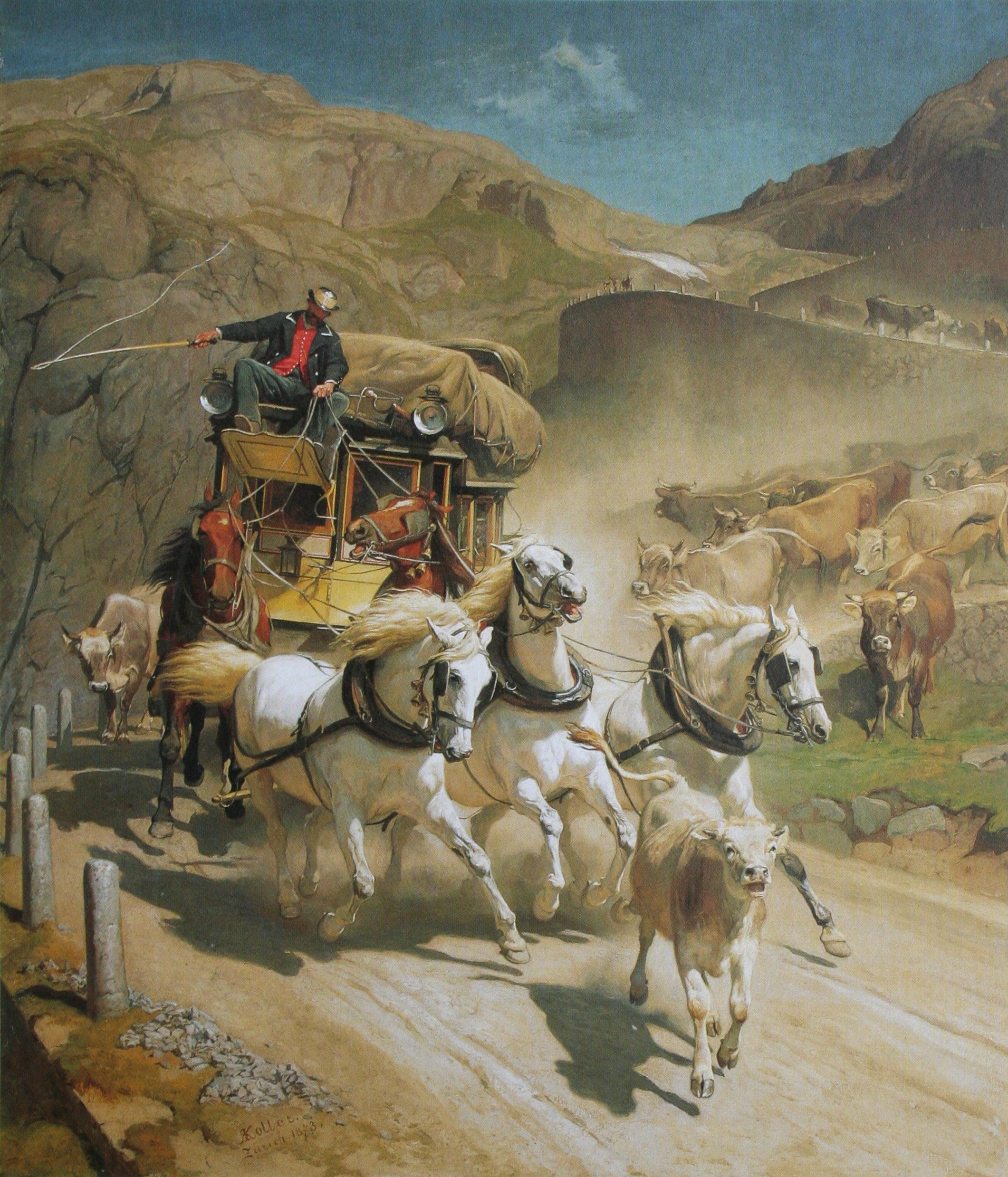
Schilderij Gotthardpost

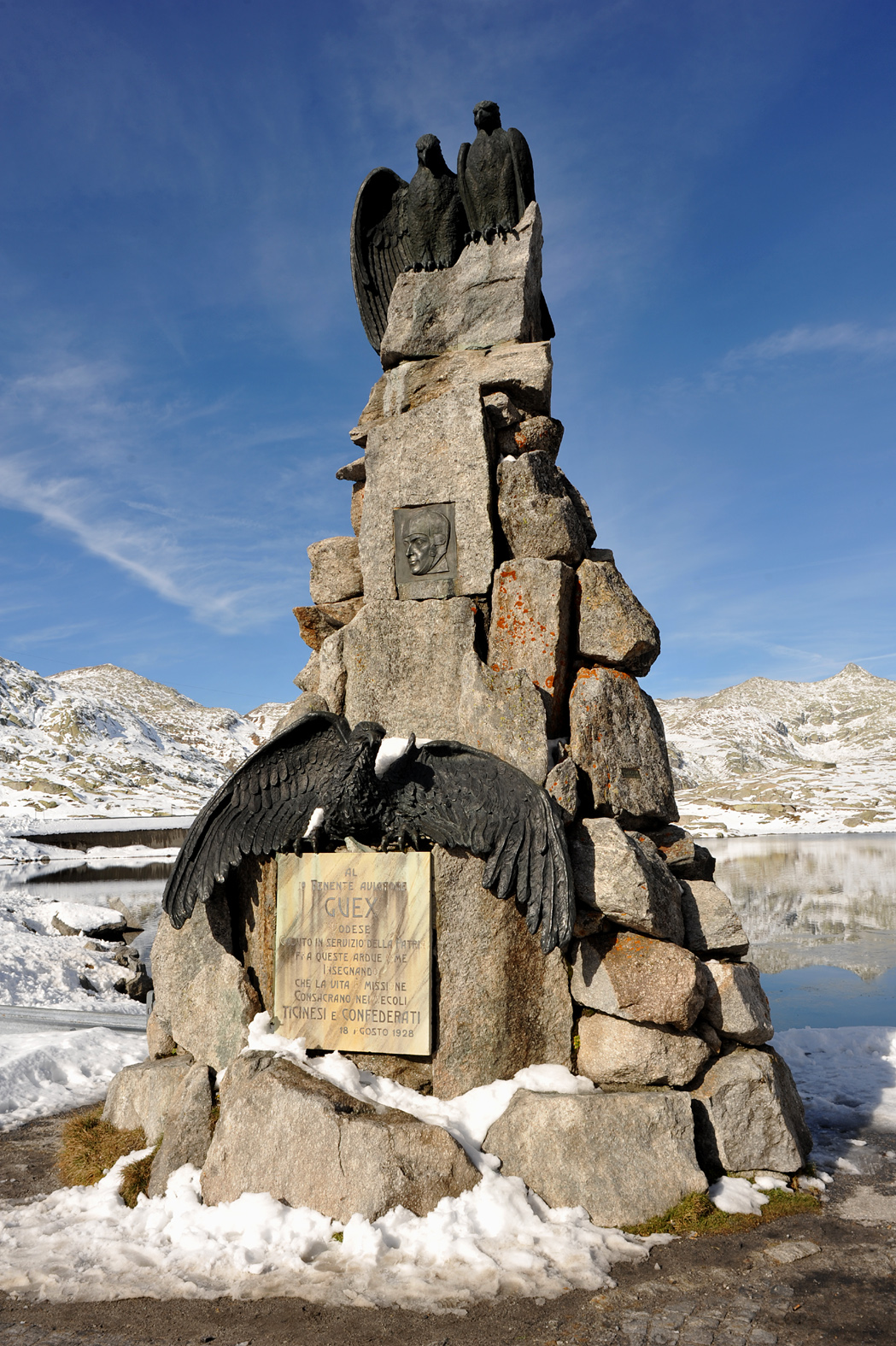
Monument ter herdenking van Adrien Guex die in 1928 met zijn vliegtuig op de pas dodelijk verongelukte

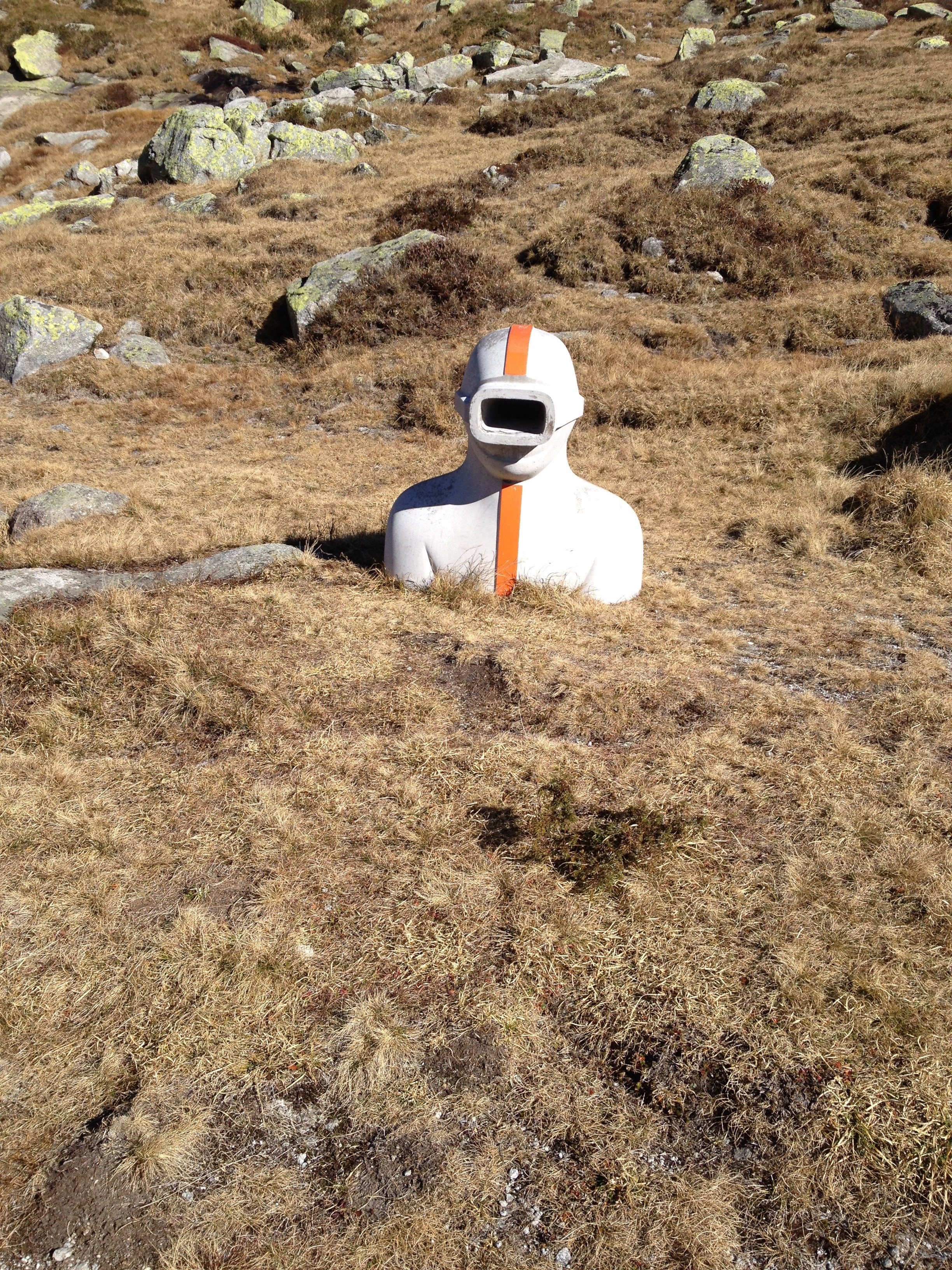
Moderne kunst bij vestingsmuseum Sasso

1218-1230 – Ontsluiting van de Schöllenenkloof (Reuss) door de Twärrenbrug (Twärrenbrücke), een 60 meter lange aan kettingen opgehangen houten brug. Ook wordt de eerste houten Teufelsbrücke gebouwd, deze wordt ook wel de Siebenten Steg genoemd.
1230 – Op 24 augustus wijdt de aartsbisschop van Milaan op de pashoogte de kapel in die is gebouwd ter ere van de heilige Godehardus uit Beieren.
1236 – De eerst aantoonbare oversteek van de Gotthard als doorgaande weg van Duitsland naar Italië: Albrecht von Stade, een benedictijner abt uit het aartsbisdom Bremen kiest deze route voor een pelgrimsreis op de terugweg van Rome naar Duitsland.
1550 – Het lastdierpad aan de Monte Piottino wordt duidelijk verbeterd en voor een deel opnieuw aangelegd. Tien jaar later wordt ook het lastdierpad door de Biaschinakloof uitgebouwd.
1595 – De nieuwe Teufelsbrücke, een stenen boogbrug, wordt gebouwd. Deze dient het verkeer tot 1830 en in 1888 stort ze in.
1615 – Op 5 oktober begint de eerste regelmatige koeriersdienst (botendienst) over de Gotthard van Zürich naar Bergamo door de Gebroeders Hess in Zürich.
1707 – De uit Ticino afkomstige architect Pietro Marettini bouwt als vervanging van de Twärrenbrug, de Urnerloch. Deze tunnel is 61 meter lang en kost 8149 gulden.
1775 – De Engelse geoloog Greville steekt de Gotthardpas als eerste mens over in een koets. Dit was 55 jaar voordat de weg berijdbaar voor koetsen was gemaakt. Op heikele punten laat hij de koets uit elkaar nemen en naar een veiliger punt dragen.
1799 – De pas wordt oorlogsgebied. De Russische legers onder leiding van Generaal Aleksandr Soevorov steken hier over. Bij de Duivelsbrug komt het tot een treffen met de Fransen. De brug wordt zwaar beschadigd.
1818 – Op 3 mei besluit Landsgemeinde (volksvergadering) Uri tot de bouw van een rijweg van Amsteg naar Göschenen. In 1826 wordt ze voltooid.
1826/1830 – Onder leiding van Karl Emanuel Müller wordt de rijweg Göschenen-Hospental (over een nieuwe Teufelsbrücke) gerealiseerd. Ingenieur Carlo Colombara bouwt in opdracht van Uri, het gedeelte van Hospental tot de kantonsgrens. Gelijktijdig wordt onder ingenieur Francesco Meschini het traject tussen de plaats Giornico in Ticino over de pas naar de andere kant van de kantonsgrens gebouwd.
1830 – Na opening van de doorgaande pasweg, wordt de koeriersdienst vervangen door een postkoetsverbinding die driemaal per week in beide richtingen gaat rijden tussen Flüelen in Uri en het op de grens van Ticino en Italië gelegen Chiasso.
1842 – Tussen Flüelen en Chiasso rijden nu in de zomer dagelijks koetsen met vijf paarden (vijfspan) in beide richtingen. In de winter worden de koetsen vervangen door colonnes van sleden met een paard.
1848 – Het huidige Zwitserland ontstaat en de postkoetsdienst wordt genationaliseerd. Dit betekent een verbetering van de dienstregeling en een verkorting van de reisduur. In 1875 wordt het grootste aantal reizigers vervoerd, de dienst heeft dat jaar meer dan 72000 passagiers.
1866 – Op de pas wordt Hotel Monte Prosa geopend.
1872 – De Gotthardspoorlijn wordt gebouwd. Op 13 september beginnen de bouwwerkzaamheden van de Gotthardtunnel onder leiding van architect Louis Favre.
1882 – In ingebruikname van de spoorlijn. Hiermee wordt de postkoetsdienst opgeheven.
1909 – Opnieuw wordt een postkoetsendienst tussen Andermatt en Airolo geopend in de zomer. Ze heeft nu alleen een lokaal toeristisch doel. In de herfst van 1921 rijdt de laatste koets over de Gotthardpas.
1953 – Uri bouwt de Schöllenenstrasse en de pasweg tot de kantonsgrens volledig uit.
1954 – De SBB faciliteert regelmatig rijdende autotreinen om in de winter het gemotoriseerde verkeer door de spoortunnel te vervoeren.
1962 – Het kanton Ticino bouwt een nieuwe pasweg van de kantonsgrens over de pas tot boven de vesting Motto Bartola, later wordt het laatste stuk naar Airolo gebouwd.
1970 – Bouw Gotthard-wegtunnel, deze volgt min of meer hetzelfde traject als de spoortunnel.
1977 – Volledige ingebruikname nieuwe weg over de pas.
1980 – Openstelling van de wegtunnel.
1999 – Bouw Gotthard-basistunnel.
2016 – Openstelling basistunnel.